# トラベル・テースト・ジャパン

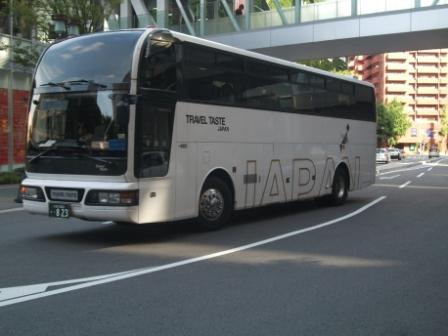
大型車

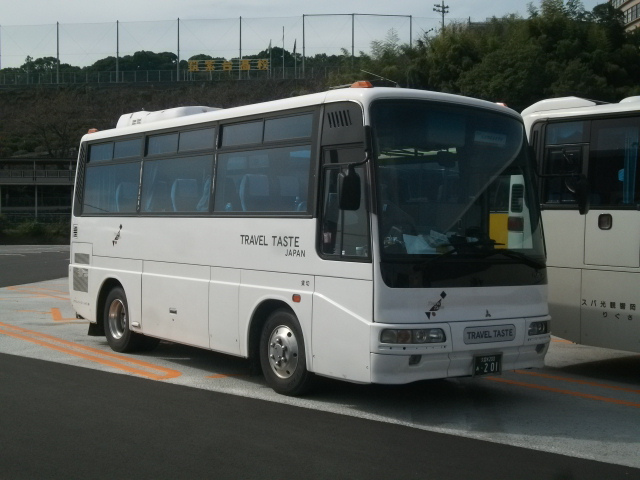
小型車

トラベル・テースト・ジャパン株式会社は、福岡県朝倉郡筑前町に本社を置いていた貸切バス専業のバス事業者。

## 概要
設立当初は韓国の旅行会社「株式会社旅行博士」を母体とする旅行博士観光バスとして、日本初の外資系観光バス会社として設立された。
2008年に母体変更により「トラベル・テースト・ジャパン」に社名変更された。韓国からのインバウンドツアー輸送を中心に一般貸切も行っていた。
2017年5月に事業停止となった。

### 事業所
- 本社 : 福岡県朝倉郡筑前町安野103-1

## 沿革
- 2004年5月24日 - 旅行博士の出資により旅行博士観光バスを設立。
- 2004年9月21日 - 一般貸切自動車運送事業の許可後、事業開始。
- 2008年 - トラベル・テースト・ジャパンに社名変更。
- 2017年5月 - 福岡地方裁判所から破産手続開始決定を受ける。
- 2017年8月 - 法人格消滅。